# Síndrome de Swyer-James-MacLeod
El síndrome de Swyer-James-MacLeod o pulmón hiperclaro unilateral es una entidad poco frecuente, relacionada con bronquitis y bronquiolitis obliterante, adquiridas durante la infancia a partir de una infección. Tradicionalmente para el diagnóstico se han utilizado estudios invasivos.

## Clínica
El cuadro clínico típico comienza en la infancia, pero puede cursar de forma asintomática hasta la edad adulta e, incluso entonces, descubrirse en una radiografía de tórax de rutina. Los síntomas son tos productiva, disnea y hemoptisis ocasional, más frecuente si existen bronquiectasias. En la mitad de los casos suele haber antecedentes de infecciones respiratorias de repetición en la infancia, sobre todo de etiología vírica.

## Diagnóstico
En el examen anatomopatológico se observa bronquiolitis con obliteración de la luz, bronquiectasias, enfisema panacinar en los espacios alveolares; y la arteria pulmonar del lado afecto suele tener disminuido su calibre y, en consecuencia el flujo pulmonar se reduce. El estudio funcional respiratorio muestra un patrón ventilatorio obstructivo leve o moderado. Radiológicamente se caracteriza por hiperclaridad pulmonar unilateral o lobar, asociada a atrapamiento aéreo del pulmón hiperclaro durante la espiración. El pulmón afectado es de tamaño normal o discretamente reducido, con disminución del hilio y atenuación de la trama vascular, lo que hace que el pulmón tenga una mayor claridad. Las bronquiectasias en el parénquima pulmonar no son constantes pero influyen en las manifestaciones clínicas y en el pronóstico.
La hiperclaridad pulmonar es un signo radiológico común a distintas entidades que cursan con una reducción del árbol vascular pulmonar y/o con la existencia de destrucción del parénquima pulmonar. El diagnóstico diferencial debe realizarse con tromboembolismo pulmonar, agenesia congénita de la arteria pulmonar, pulmón hipogenético, ausencia del pectoral mayor congénita o por cirugía, neumotórax, mala técnica radiológica, obstrucción bronquial por cuerpo extraño o carcinoma bronquial Tradicionalmente, para el diagnóstico del síndrome de Swyer-James-MacLeod se han utilizado distintas técnicas. La gammagrafia pulmonar de ventilación-perfusión demuestra una disminución de la ventilación del pulmón patológico secundario a cambios enfisematosos y una marcada disminución de la perfusión, consecuencia del menor calibre de la arteria pulmonar.
La broncografía, técnica agresiva en desuso, pone de manifiesto dilatación irregular de los bronquios segmentarios que terminan de forma abrupta con ausencia casi completa del relleno alveolar. La angiografía pulmonar demuestra la disminución del calibre de la arteria pulmonar con hipovascularización marcada y atrofia vascular difusa. Actualmente, la TAC permite efectuar estudios angiográficos con la inyección de contraste intravenoso, y constituye un método rápido y fiable para establecer el diagnóstico del síndrome de Swyer-James-MacLeod.

## Pronóstico
El pronóstico de la enfermedad es bueno y el tratamiento consiste en la profilaxis y el control de la infecciones respiratorias.